# Lupe Fuentes

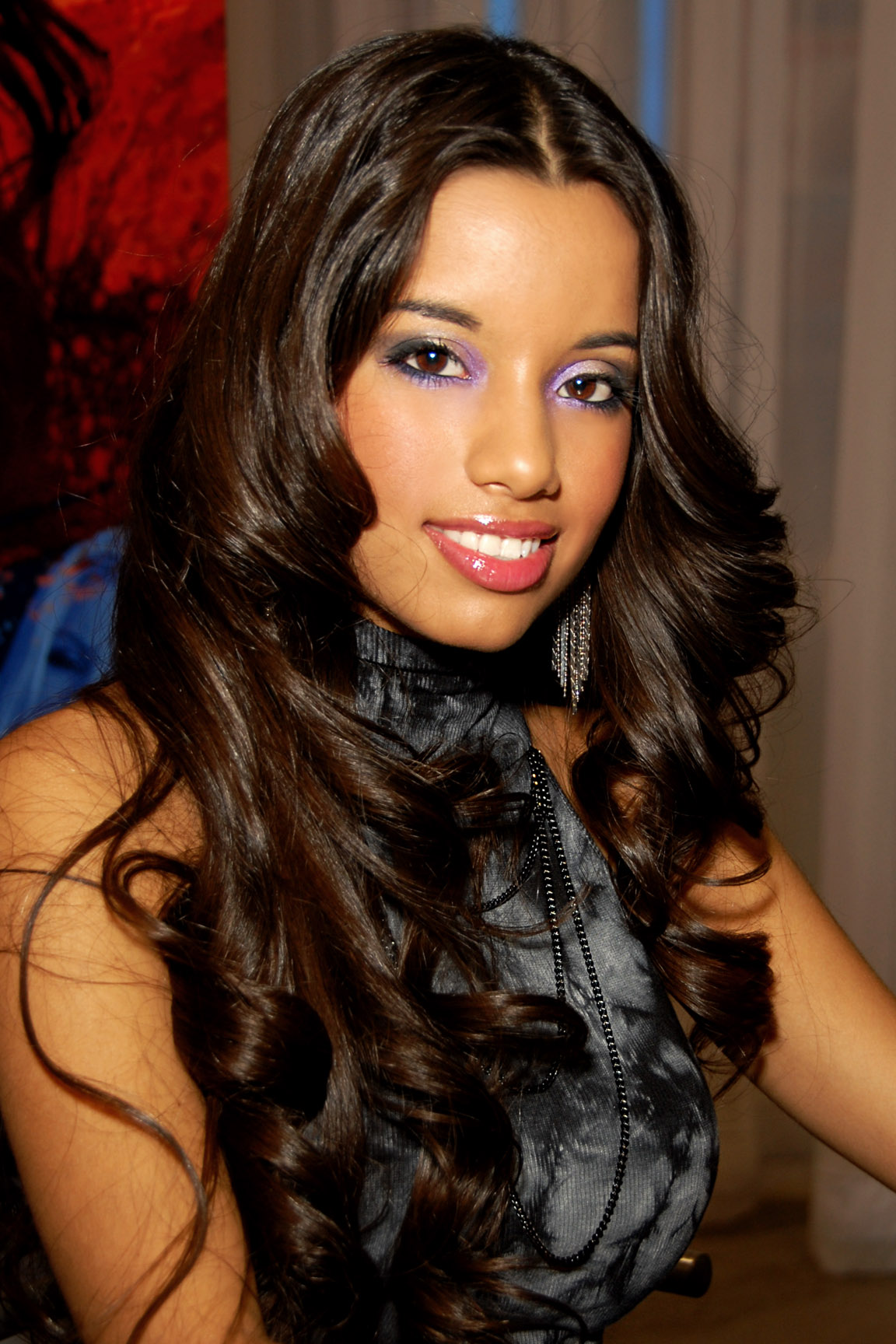
Lupe Fuentes (2010)

Lupe Fuentes (eigentlich Zuleidy Piedrahita; * 27. Januar 1987 in Santiago de Cali) ist eine kolumbianische Musikproduzentin, DJ, Sängerin und Pornodarstellerin.

## Leben und Karriere
Geboren in Cali zog Fuentes im Alter von neun Jahren mit ihrer kolumbianischen Mutter und ihrem spanischen Vater nach Madrid. Erste Auftritte in der Pornoindustrie hatte sie unter dem Namen Zuleydy. Im Jahr 2007 startete sie eine Amateur-Website, unterschrieb anschließend einen Vertrag bei der größten Produktionsfirma Europas und drehte einige professionelle Pornofilme. Im März 2007 heiratete sie den spanischen Regisseur Pablo Lapiedra. Später zog sie in die Vereinigten Staaten, änderte ihren Namen in Lupe und trat als Little Lupe auf. Im Jahr 2009 unterschrieb sie einen Vertrag mit der Produktionsfirma Teravision. 2010 gewann sie den F.A.M.E. Award als „Best New Starlet“.
2011 heiratete Fuentes Evan Seinfeld, den ehemaligen Sänger der Hardcore-/Crossover-Band Biohazard. Ausgangspunkt für ihre Karriere als Musikerin war 2012 die Produktion eines Albums von Seinfelds damaliger Band Attika 7, während der ihr der Produzent diverse K-Pop-Videos vorführte, die Fuentes zur Gründung eines eigenen Musikprojekts inspirierten. Noch im selben Jahr gründete sie in Los Angeles die Girlgroup The Ex-Girlfriends. Die EDM-Band veröffentlichte zwei Singles als Teile eines produzierten, aber nie veröffentlichten Albums und erlangte dadurch Bekanntheit, dass Schauspieler Danny Trejo in einem der Musikvideos in einem Hasenkostüm auftrat. Nach etwa anderthalb Jahren verließ sie die Band, um eine Karriere als DJ zu verfolgen. Seit 2014 tritt sie als Musikproduzentin in Erscheinung und veröffentlichte Singles auf diversen, teils namhaften House-Labels. 2020 reichte Fuentes die Scheidung ein.
Fuentes war in diversen Magazinen zu sehen, unter anderen FHM, Spain, Primera Linea und Siete.

## Filmografie (Auswahl)
Die Internet Adult Film Database (IAFD) listet 39 Filme, in denen sie mitgespielt hat (Stand: September 2019).
- 2006: Obsesión
- 2007: Chloe
- 2008: Private X-treme 43: 100% Zuleidy
- 2009: The Private Life of Jennifer Love 3
- 2009: Lupe Fuentes' Interactive Girlfriend Sexperience
- 2010: Best Of Threesomes With Big Boob Girls

## Auszeichnungen
- 2010: F.A.M.E. Award: Favorite New Starlet
- 2010: XFANZ Award: Latina Pornstar of the Year[5]

### Nominierungen
- 2006: FICEB Award in der Kategorie Best New Spanish Actress – Posesió
- 2009: Hot d’Or in der Kategorie: Best European Actress – 100 % Zuleidy
- 2010: AVN Award in der Kategorie: Best New Web Starlet

## Diskografie (Auszug)
- 2014: Something Funky (Single, mit Level Groove, Guesthouse Music)
- 2014: Wepa (Single, mit Eric Bobo, Nervous Records)
- 2014: Drop The Beat (Single, In House Records)
- 2016: Fire Drill (EP, Simma Black)
- 2019: No Rules (Single, mit Dances With White Girls, Psycho Disco!)